# 大福寺 (浜松市)

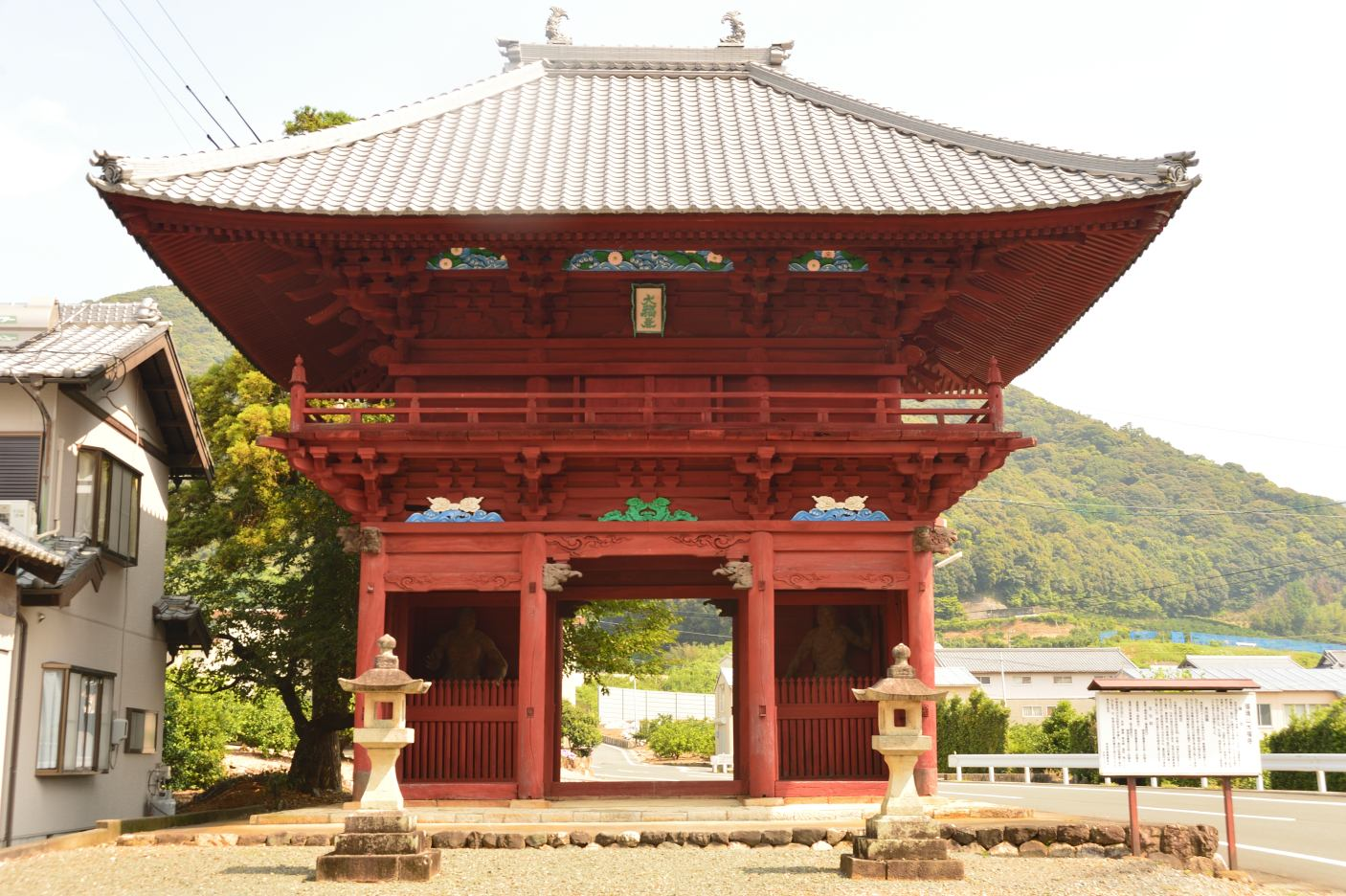
仁王門

大福寺（だいふくじ）は、静岡県浜松市浜名区にある高野山真言宗の寺院。山号は瑠璃山。本尊は薬師如来。

## 概要
- 貞観17年（875年）に教侍上人が富幕山に創建されたと伝えられ、当初寺号は幡教寺と号し、1209年（承元3年）に大中臣時定が所領250町歩を寄付して現在地にに移転され、土御門天皇から勅額を下賜されて大福寺と改称された[1]。江戸時代には江戸幕府から朱印状が与えられていた。
- 湖北五山の一つで[2]、元禄時代の茶人山田宗徧が好みに改造したと伝えられ、滝も備える900坪の池泉回遊式庭園「浄土苑」は県指定名勝に指定されている。貴重な宝物館「聚古館」がある[3]。
- 徳川家康が好物で、室町時代から伝えられ、代々受け継がれながら、今でも寺一族のみ手作業で作られている「大福寺納豆」がある[4]。

## 文化財
- 重要文化財（国指定）
  - 絹本著色普賢十羅刹女像
  - 紙本墨書瑠璃山年録残篇
  - 金銅装笈（おい）
- 静岡県指定文化財
  - 木造薬師如来坐像
  - 仁王門
- 静岡県指定名勝
  - 庭園